# Садки (Гомельская область)
Садки (бел. Садкі) — деревня в Якимовичском сельсовете Калинковичского района Гомельской области Беларуси.

## География

### Расположение
В 28 км на северо-запад от Калинкович, в 9 км от железнодорожного разъезда Садки (на линии Лунинец — Калинковичи), 143 км от Гомеля.

## Транспортная сеть
Транспортные связи по просёлочной, затем автомобильной дороге Гомель — Лунинец. Планировка состоит из прямолинейной улицы, ориентированной с юго-востока на северо-запад. Застройка двусторонняя, неплотная, деревянная усадебного типа.

## История
Основана в XIX веке переселенцами из соседних деревень. В 1908 году в Дудичской волости Речицкого уезда Минской губернии. В 1910 году проведено разграничение в целях расселения жителей на хутора. В 1931 году жители вступили в колхоз. Действовала начальная школа (в 1935 году 58 учеников). Во время Великой Отечественной войны в мае 1943 года оккупанты полностью сожгли деревню и убили 2 жителей. В боях в окрестности деревни погибли 68 советских солдат и партизан (похоронены в братской могиле в 1,5 км на восток от деревни). 37 жителей погибли на фронте. Согласно переписи 1959 года в составе колхоза «Ленинская Искра» (центр — деревня Якимовичи).

## Население

### Численность
- 2004 год — 22 хозяйства, 66 жителей.

### Динамика
- 1908 год — 28 дворов 167 жителей.
- 1940 год — 65 дворов, 207 жителей.
- 1959 год — 169 жителей (согласно переписи).
- 2004 год — 22 хозяйства, 66 жителей.